# Коноваленко, Василий Васильевич
Василий Васильевич Коноваленко (5 июля 1929 — 27 января 1989) — советский скульптор, ювелир, создатель серии уникальных скульптурных миниатюр в жанре ювелирного искусства: объемная мозаика, а также выдающихся произведений чисто- ювелирного искусства (в том числе в технике перегородчатой эмали). В молодости работал и декоратором, и классическим скульптором, затем театральным художником-постановщиком. Член Союза художников СССР.
Творчество Василия Коноваленко находится на стыке скульптуры и ювелирики, отличается тонким психологизмом и пластической выразительностью. Художник создал обширную галерею народных типов, характеров, запечатлел их духовность.

## Биография

### Детство и молодость
Василий Коноваленко родился в Запорожской области, Акимовский район, село Петровка (укр. с. Петрівка, Якимівський р-н, Запорізька обл.) 5 июля 1929 года. Отец Василия — Коноваленко Василий Васильевич (1900—1946), украинец, и мать Галигузова Феодосия Тихоновна (1899 — ?), русская. Оба — уроженцы Запорожья — одного из крупнейших городов Украины. В документах Коноваленко писал: «национальность — украинец». Он был пятым ребёнком в семье, единственным мальчиком.
Его детские годы прошли в другом крупном индустриальном центре 1930-х годов: шахтёрском городе Донецке — бывшей Юзовке, в те времена именовавшейся Сталино. В деревне Василий прожил всего два года младенческой жизни, так как с 1931 года его отец работал в руководстве «Донтранса» — транспортной организации индустриального города сталинских времён. Василий Коноваленко в 1938 году пошёл учиться в среднюю школу, окончил 5-й класс, после чего в 1943 году, в связи с военным положением, был вместе с матерью эвакуирован. Отец был мобилизован в Красную армию.
В 1943 году Василий возвращается в город Сталино. С 1944 года (с 14 лет) Василий Коноваленко работал в Донецкий национальный академический театр оперы и балета имени А. Б. Соловьяненко скульптором-бутафором. Изначально поступив на должность «ученика художника-декоратора», уже через два года получает должность «заведующего бутафорского цеха». Параллельно продолжал учиться в средней школе. В 1944 году был отозван с работы в театре в школу ФЗО, где проучился с марта 1944 по июнь 1945 года. Получил там обязательную в те годы рабочую специальность (вероятно, по горнодобывающей промышленности). Затем поступил учиться в Архитектурно-художественное училище на скульптурный факультет, где получил среднее специальное образование.
Во многих источниках ошибочно указывается, что Коноваленко был членом Союза художников с 1946 года. Это не так: в 1946 ему было всего 17 лет. Правда он уже руководил цехом бутафории, но в личном деле он пишет именно: «член Рабис».
28 марта 1949 года перешёл на работу в Сталинское областное товарищество художников и работал по 25 января 1950 в должности скульптора, после чего вернулся обратно в родной театр и проработал в должности зав. бутафорским цехом с 1 февраля 1950 по 25 октября 1950 года.
Из театра был призван в Красную Армию, служил в городе Ломоносов матросом Балтийского флота с октября 1950 по март 1951 года. В период службы он впервые увидел Ленинград. Город поразил его настолько что он решил там остаться.

### Становление
Демобилизовавшись в мае 1951 года, Василий полностью переезжает в Ленинград. 14 августа он поступил художником-декоратором в Ленинградский театр музыкальной комедии, где проработал до 22 октября. После ухода он прошёл по конкурсу в Ленинградский театр оперы и балета им. С. М. Кирова (ныне Мариинский театр). Работает художником-декоратором во многих спектаклях. Это было время активного самообразования Коноваленко. Он — один из тех художников 1950-х, которые обратились к самообразованию для преодоления навязанных норм партийного искусства. Коноваленко опирается на классические образцы Эрмитажа, на книги о старых мастерах в поисках своего творческого пути, далекого от штампов советского художественного образования тех лет.
В Мариинском театре Коноваленко участвует в постановке «Каменного цветка», под руководством С. И. Вирсаладзе (1957 год), в качестве художника-декоратора. Рано начав обучаться искусству скульптуры, театрально-декорационному делу, бутафории, — к началу работы над балетом «Каменный цветок» в 1956 году он уже был опытным художником, много работал с цветом и фактурами. Спектакль был художественным прорывом к новому театральному мышлению. Вирсаладзе и Григорович инициировали новый стиль работы над спектаклем, где все участники сотрудничали как единый творческий коллектив. Возможность показать себя как самостоятельного художника открыла перед Василием дорогу к художественно-постановочной работе. Работая с тематикой камня, Коноваленко вернулся в мир добычи подземных сокровищ, знакомый художнику ещё при жизни в шахтёрском городе. Сотрудничество на легендарном проекте с выдающимися деятелями искусства — Вирсаладзе, Осипенко, Вечесловой, Григоровичем — вдохновило молодого художника. Он осуществляет собственные постановки в оперных театрах страны. В процессе работы над балетом «Каменный цветок» он начал самостоятельно осваивать полихромную скульптуру — жанр, находившийся в тот момент в упадке.
К 1959 году появляются первые шедевры камнерезной скульптуры, но Василию Коноваленко не дают возможности выставить скульптурные работы — и он совмещает новое направление с работой над театральными постановками.
В 1961 году Коноваленко — художник-постановщик балета «Каменный цветок» в Сталинском театре в Донецке. В том же году — художник-постановщик балета «Тропою грома», Сталино. В 1962 году «Последний бал» Ю. Бирюкова. Режиссёр К. Муллер.
Кроме того, в его сценографии шли оперы и балеты: «Спартак», «Аида», «Баядерка», «Шехеразада», «Цыганы», «Борис Годунов» в разных городах.
В 1960-е годы вместе с Наумом Николаевским (братом его жены Анны) и Эдуардом Абрамовичем Зингером занимался подделкой изделий Фаберже (т. н. «группа Зингера»). В 1969 году по этому делу были арестованы 15 человек, в том числе Николаевский, получивший 8 лет, Зингер получил четыре. Коноваленко осуждён не был.

### Признание
Наконец, в 1973 году (художнику — 44 года) состоялась первая персональная выставка его скульптур — камнерезного искусства (до этого — только сценографические выставки). Выставка, проходившая в Русском музее стала сенсацией, а скульптуры Коноваленко были закуплены Гохраном России, как национальное достояние. Коноваленко был дважды награждён золотыми медалями ВДНХ. Каталог выставки лично составил знаменитый директор Русского музея Василий Пушкарёв, а текст написал Сергей Михалков. 
В настоящее время известная американская ювелирная фирма Картье поставляет на мировой рынок аналогичные Фаберже изделия, продолжая традиции русского камнерезного искусства. Однако, исключительная сложность обработки столь твёрдых минералов ограничивает возможности художников-камнерезов, а иной раз просто делает невозможным создание задуманных произведений. Поэтому известные современные изделия из минералов чаще всего носят условный характер. Экспозиция десяти работ Василия Коноваленко даёт не только представление о фантазии автора, решившего свои композиции скульптуры малых форм в духе традиционного русского народного жанра, с присущим ему простодушным юмором, но и открывает новые возможности обработки твёрдых минералов и использовании их для создания неповторимых художественных произведений.
 — писал Михалков.
Коноваленко — теперь признанного скульптора и камнереза — приглашают в Москву на должность главного художника Министерства Геологии и дают возможность создать свою школу-мастерскую «Лаборатория малых скульптурных форм». Он переезжает в Москву. Однако, недовольный тем, что выставку в Русском музее сделали через его голову, Григорий Романов начинает необоснованное уголовное преследование Коноваленко. Скульптору «намекают», что надо уникальную коллекцию его работ (оцененную иностранными экспертами в 2 млн долларов) «подарить» государству. Что он делает — и только тогда преследование заканчивается. Набрав учеников в школу, обучая их, сам Коноваленко продолжил работу в прославившим его направлении.
Положение художника-одиночки привело к столкновению с властями, угрозам. После истории с Романовым, у Василия потребовали создавать ценности для бюрократической верхушки, политические скульптурные портреты — Брежнева, Ленина и т. п. Это не соответствовало мировоззрению Василия — и художник вынужден был в 1981 году эмигрировать в Америку.

### Эмиграция
В 1981 году (в 52 года) он эмигрировал, взяв с собой только любимую удочку. Следы деятельности эмигранта 1980-х годов были вычеркнуты, стерты в советские годы на родине художника, его имя несколько лет нигде не упоминалось, а после перестройки газетные статьи множили ошибки и противоречия в данных о его жизни. В этой путанице искажались и принципиальные моменты: Василий Васильевич Коноваленко был представлен как деревенский житель, художник, внезапно встретившийся с темой камня в балете «Каменный цветок» и впервые перешедший к скульптуре (хотя он начал очень рано работать скульптором, и вырос в шахтёрском городе). Фотографии его шедевров публиковались в советских издания без его фамилии.

### Американский период
В марте 1984 года в Музее Натуральной Истории Денвера, Колорадо, состоялась персональная выставка Василия Коноваленко. Работы остались в постоянной экспозиции музея. Художнику было 55 лет, грандиозный успех выставки, мировое признание омрачались только разрывом с Родиной.

### Попытка возвращения на родину и смерть
В 1989 году Коноваленко начинает переговоры о выставке в России и о возвращении на родину для создания школы камнерезного искусства. Он полон планов и надежд. Он достиг виртуозного мастерства, создал ряд шедевров, он стремился отдать это родной стране. Он был одним из тех, про кого по праву говорят — лицо эпохи! И этот порыв возвращения — значимый жест художника. Внезапный приступ оборвал его планы. Василий Васильевич Коноваленко умер 27 января 1989-го в Нью-Виндзоре, штат Нью-Йорк. Причина смерти — кровоизлияние в мозг. До смерти он провёл пять дней в больнице находясь в коме.
Василий похоронен (как и многие другие эмигранты) на русском православном кладбище в городе Наяке (Nyack, штат Нью-Йорк, США).

## Судьба произведений
С 8 апреля по 24 июля 2011 года работы Коноваленко были представлены в России на выставке «Карл Фаберже и мастера камнерезного дела. Самоцветные сокровища России».

## Творческие влияния
Много черт связывает Коноваленко с его великими предшественниками Врубелем, Кустодиевым, другими художниками и скульпторами рубежа XX века, связанными с театром, скульптурой малых форм, мозаикой, камнем. Импрессионисты оказали влияние на ощущение Василием цвета и узора в камне, особенно К.Моне, с которым соотносится понимание Коноваленко камнерезной скульптуры как «живописи в камне».
Безымянные русские мастера заводского Урала, а потом скульпторы Дербышев, Перхин, Фредман-Клюзель, Савицкий и другие создали в начале XX века традицию скульптуры малых форм, которую Коноваленко развил, пройдя путь от декоративно-прикладного аспекта камнерезно-ювелирного мастерства — к изобразительному искусству. Карл Фаберже не был скульптором-камнерезом, поэтому нельзя говорить о влиянии лично Фаберже. Кроме того Коноваленко никогда не делал тип изделий «декоративные яйца». Скульптор Михаил Аникушин увидел в его работах черты древних мастеров: «От древних мастеров художник перенял умение чувствовать и ощущать камень как живой организм».
А. Жуков, И. Сергеев и Д. Емельяненко в 1988 г. «под впечатлением от фигурок В. В. Коноваленко» исполнили первую трёхфигурную композицию. Получение положительного отзыва Василия Коноваленко на выставке в Нью-Йорке художники отмечают как важный факт.

## Наследие
- Коноваленко — не только выдающийся художник-скульптор, он создал прецедент: открыл новую эпоху многовекового искусства полихромной скульптуры, уничтоженного в сталинские годы. Он в одиночку преодолел вакуум советских лет, разрыв с целыми пластами русской культуры. Проложил своей биографией и творчеством дорогу для возрождения традиций высокохудожественного камнерезного искусства в России в 1980-е годы.
- Он — один из тех, кто своим творчеством и социальными стратегиями участвовал в зарождении неофициальной сферы искусства 1950-60-х.
- Он поднял на совершенно новый уровень камнерезные произведения, сделав шаг от декоративно-прикладного к искусства к изобразительному. Скульптуры Коноваленко были закуплены Гохраном России, как национальное достояние.
- Создал новые орудия производства для обработки твердого камня, что способствовало развитию искусства.
- Он создал ряд талантливых произведений и в театральной практике, и в искусстве интерьера.
- Заложил концепцию человечности, отношения к повседневности как высшей ценности, философские размышления об идентичности народа, нормы высочайшего мастерства в скульптуре малых форм, что ярко проявляется в творчестве следующих за ним современных мастеров.
- Фирма «Vasily Konovalenko Art Inc.», создаёт работы ювелирного искусства по эскизам Василия.